# 14654 Rajivgupta
14654 Rajivgupta eller 1998 YV16 är en asteroid i huvudbältet som upptäcktes den 22 december 1998 av Spacewatch vid Kitt Peak-observatoriet. Den är uppkallad efter den kanadensiske matematikern Rajiv Gupta.
Asteroiden har en diameter på ungefär 11 kilometer och den tillhör asteroidgruppen Themis.